# NGC 3603
NGC 3603 je veliki molekularni oblak, otvoreni skup i emisijska maglica u zviježđu Kobilici. Ovo je masivno H II područje koje sadrži otvoreni skup HD 97950.

## Vanjske poveznice
- (eng.) SEDS: NGC 3603
- (eng.) Revidirani Novi opći katalog
- (eng.) Izvangalaktička baza podataka NASA-e i IPAC-a
- (eng.) Astronomska baza podataka SIMBAD
- (eng.) VizieR